# Історія українського війська
Вся історія державності України тісно пов'язана з утворенням і розвитком тих чи інших військових формацій, які забезпечували державний лад, захист та безпеку громадян як від зовнішніх агресорів, так і від внутрішніх дестабілізуючих факторів.

## Період античності

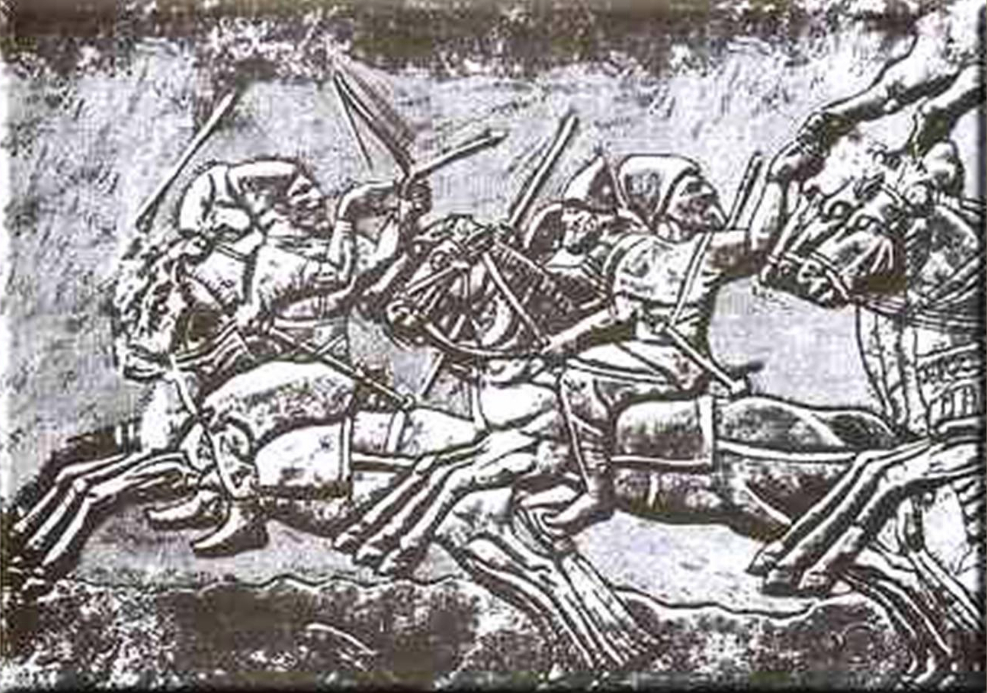
Нимрудський рельєф із зображенням кімерійських воїнів

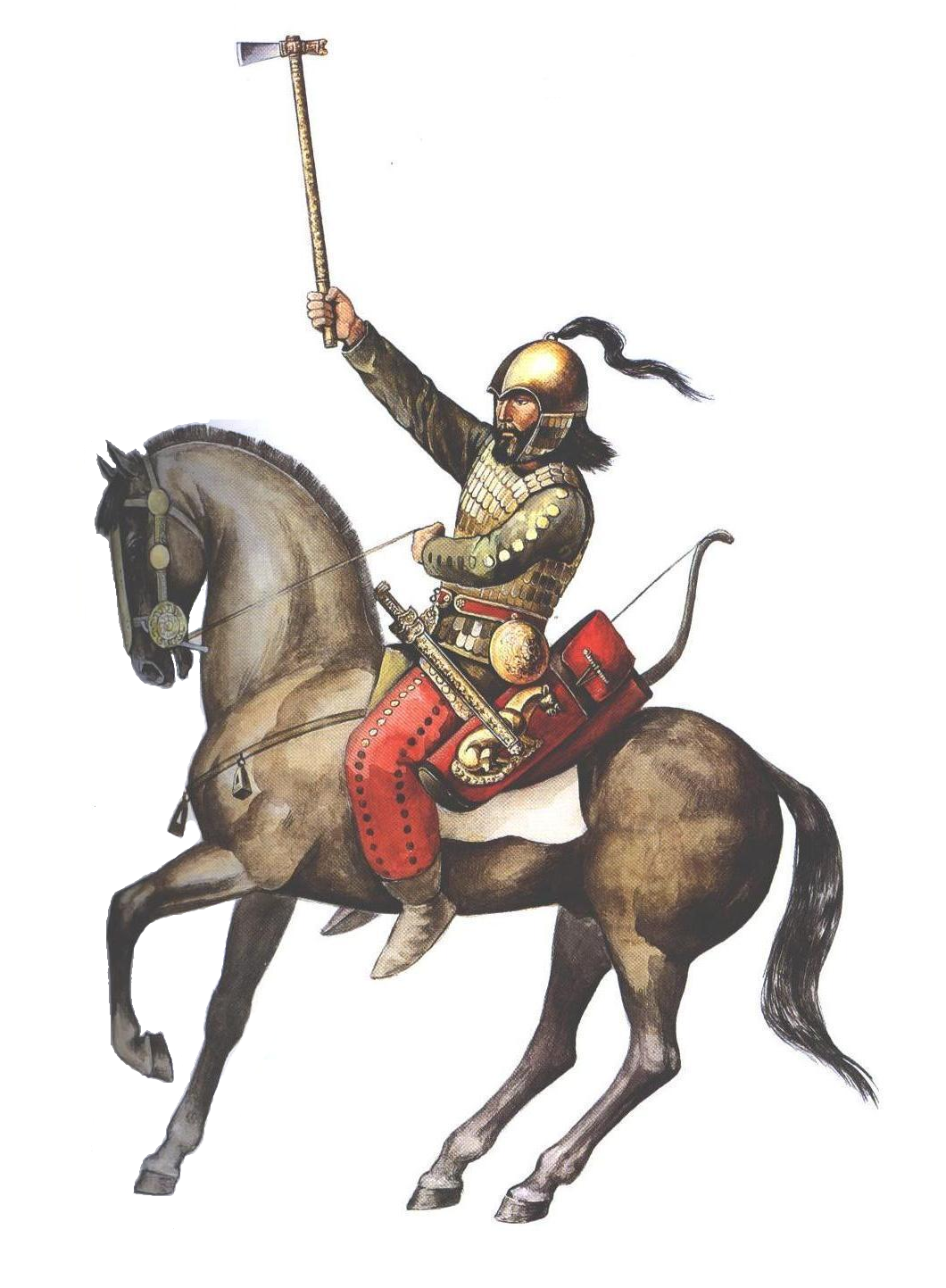
Скіфський воїн на коні

Наприкінці ІІ тис. до н. е. з індоєвропейської спільноти виділилося плем'я кімерійців. Це перший народ, що проживав на території України, про який згадується у письмових джерелах — «Одіссеї» Гомера. Найбільше і найдостовірніше розповів про кімерійців грецький історик V ст. до н. е. Геродот.
Згадки про них знаходимо також в ассирійських джерелах. Ассирійська назва «кіміраї» означає «велетні». За іншою версією з давньоіранської — «рухомий кінний загін».
Племена кімерійців об'єднувалися у великі союзи племен, які очолював цар-вождь. У них було велике військо. Воно складалося з рухливих загонів вершників, озброєних сталевими і залізними мечами і кинджалами, луками і стрілами, бойовими молотами і булавами. Кімерійці воювали з царями Лідії, Урарту та Ассирії.
Археологічні знахідки показують, що кімерійці мали зв'язки з племенами Приазов'я, Західного Сибіру та Кавказу. Серед виробів мистецтва знаходили жіночі прикраси, оздоблену зброю, кам'яні стели без зображення голови, але з ретельно відображеним кинджалом і сагайдаком зі стрілами.
Майже одночасно з кімерійцями в південній частині Криму проживало корінне населення — таври. Давньогрецький історик Геродот у своїй книзі «Історія» розповів, що таври на гірських плато займалися скотарством, в долинах річок — землеробством, а на чорноморському узбережжі — рибальством. Вони займалися також і ремеслами — були вправними гончарями, уміли прясти, обробляти камінь, дерево, кістки, роги, а також метали.
З другої половини І тисячоліття до н. е. у таврів, як і в інших племен, з'явилася майнова нерівність, сформувалася родова аристократія. Навколо своїх поселень таври споруджували укріплення. Спільно з сусідами — скіфами вони воювали проти грецького міста-держави Херсонеса, який захоплював їхні землі.
З VII до III ст. до н. е. жах на племена і держави Східної Європи та Близького Сходу наганяли племена скіфів, які прийшли з глибин Азії і вторглись у Північне Причорномор'я. Скіфи завоювали величезну для тих часів територію між Доном, Дунаєм і Дніпром, частину Криму (територію сучасної Південної і Південно-Східної України), утворивши там державу Скіфію.
Скіфське суспільство складалося з трьох основних верств: воїнів, жерців, рядових общинників (землеробів і скотарів). Кожна з верств вела своє походження від одного з синів першопредка і мала свій священний атрибут.
Протягом III ст. до н. е. — III ст. н. е. в Північному Причорномор'ї панували сармати, які прийшли з приволзько-приуральських степів. Заселення причорноморських степів сарматами не було мирним. Вони винищували залишки скіфського населення і перетворили більшу частину їхньої країни на пустелю. Згодом на території Сарматії, як називали ці землі римляни, з'являється декілька сарматських племінних об'єднань — аорси, сіраки, роксолани, язиги, алани.
Від середини ІІІ ст. н. е. сармати втрачають провідне становище в причорноморських степах. У цей час тут з'явилися вихідці з Північної Європи — готи. Спільно з місцевими племенами, серед яких були й алани (одне із сарматських угруповань), готи, здійснюючи спустошуючі напади на міста Північного Причорномор'я, поширюються від Дунаю до Дніпра.
З середини III ст. готи починають здійснювати спустошливі набіги на Римську імперію. Після поразки військ готів імператором Клавдієм II, вони осіли в причорноморських степах, де вони розділилися на остготів і вестготів. Кордон між ними проходив по Дністру.
Ці два основних готських племінних союзи мали й інші назви: Greutungi — степові готи для остготів і Tervingi — 'лісові готи' для вестготів.
У IV ст. зіткнення готів з римлянами поновлюються. У причорноморських степах утворився могутній племінний союз на чолі з остготами, який досяг найбільшої могутності при королю Германаріху, який походив з царського роду Амалів, що колись правили всіма готами. Спершу він був конунгом одного племені, але потім об'єднав під своєю рукою сусідні фінські та слов'янські племена. Про територію гревтунгів за короля Германаріха, який правив до навали гунів 375 року, немає точних відомостей. За Йорданом, володіння Германаріха простягалися від Тиси до Волги і гирла Дону, від Чорного до Балтійського або й навіть до Білого моря — Йордан повідомляє у главі 119 Getica, що Германаріх наніс поразку слов'янському народу Venethi, а у главі 116, він перераховує деякі з раніше підкорених народів, з яких лише деякі можна ідентифікувати та локалізувати.
У 375 році гуни перейшли Дон і підкорили царство аланів. Таким чином перед Германаріхом постала проблема війни з гунами, війська яких були найбільш боєздатною силою того часу. Йому було більше ста років, і хоча він виступив проти гунів, але двічі був розбитий. Не стерпівши сорому, враховуючи наближення небезпеки та перспективу полону, він покінчив життя самогубством (за Амміаном Марцелліном) в 373 році. Його наступник Вінітар відчайдушно боровся з гунами, але зазнав поразки і поліг на полі бою. Через всього один рік опір остготів було зломлено, готська держава впала під ударами гунів — королівство остготів було завойовано ними в 370-х рр. Ця подія, як і багато інших подій історії готів, знайшла відображення в німецькому героїчному епосі «Пісні про Нібелунгів». Уцілілі остготи, на чолі з воєначальниками Алатеєм і Сафрі, під прикриттям табору вестготів (останні підкорилися гунам і ті залишили їх жити на рідних землях), відступили до Дністра, врятувавши малолітнього сина Вінітара.
Значна кількість готів потрапили під владу гунів, але численна група гревтунгів і алан відійшла в межі Римської імперії, і за рік по тому вони допомогли тервінгам (вестготам) в битві проти римлян.
Готи пристосувалися до життя в багатонаціональній імперії гунів. Пріск повідомляє, що готська мова в імперії гунів Аттіли була важливою лінгва-франка. Серед готів з'являється звичай деформації черепа, який до того був поширений у гунів, гуни часто брали готські імена, готи — імена гунів.
Остготи часто нападали на Іллірію, вимагаючи сплати данини, а згодом включили Іллірію і Далмацію разом з Італією до складу своєї держави, яка в українській мові отримала назву Королівство остготів. Вони уклали союз з Гензеріхом для нападу на Східну Римську імперію. У 454 році улюблена наложниця Теодемера, Ереліва (Евсевія або Єлена), народила сина Теодоріха, якого згодом прозвали Великим. У дитинстві його відправили заручником у Константинополь, де він виховувався і отримував освіту. Повернувшись до батька у 18 років, він успадкував його володіння близько 475 року, а 481 року став єдиним королем всіх остготів. З відома імператора Флавія Зенона, Теодоріх вирушив у похід в Італію, де царював тоді Одоакр.

## Додержавний давньослов'янський період
На початковому етапі східнослов'янської цивілізації воєнна організація була родоплемінною. Саме рід дбав про зброю та воєнне спорядження, забезпечував охорону осель і городищ від ворогів. Керував воями в бою воєвода або князь. Давньослов'янське військо мало примітивну організацію, просту зброю, слабку дисципліну, а тому часто програвало бої готам (IV ст.). Разом з тим слов'янські воїни дивували світ своєю сміливістю, силою, кмітливістю. Значний вплив на становлення і розвиток слов'янського війська мали нормани (варяги). Згідно з «Повістю минулих літ» норманська династія розпочинається з князя Рюрика, який об'єднав Київ і Новгород. Варяги складали незначну частину слов'янського війська і служили в ньому до середини XI століття. За цей час вони впровадили в українське військо досконалішу зброю та облаштунок (панцирі, металеві лаштунки на тіло, шолом на голову, довгий щит, меч, спис) і військове мистецтво (висока дисципліна, упорядкування війська, взаємовиручка в бою).
Про устрій слов'янського війська відомо небагато. Військо складалося з воїв та очолювалося воєводами. Історик Прокопій засвідчив, що всі важливі справи вирішували на віче, проте в бою керував один верховний воєвода.

Історики тих часів змальовують слов'ян як слабко озброєне військо. 
|                         | Виступаючи в бій, вони йдуть на ворогів, здебільша, піші, в руках їх невеликі щити та списи, панцирів вони не надягають. Деякі не мають ні сорочки, ні плаща, а тільки в коротких штанях ідуть битися з ворогами |
| — Прокопій Кесарійський | |

Грек Маврикій розповідає, що слов'яни мали по два списи, луки з отруєними стрілами й важкі щити, а до бою йшли невпорядкованою громадою. Проте пізніше, за прикладом краще зорганізованих сусідів, слов'янські племена прийняли кращий устрій.

## Військо періоду Київської Русі

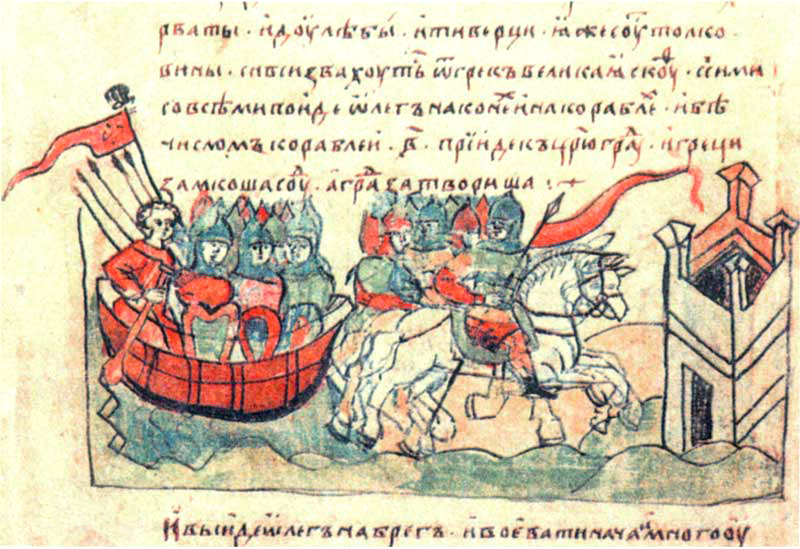
Дружина київського князя Олега Віщого під час походу на Константинополь

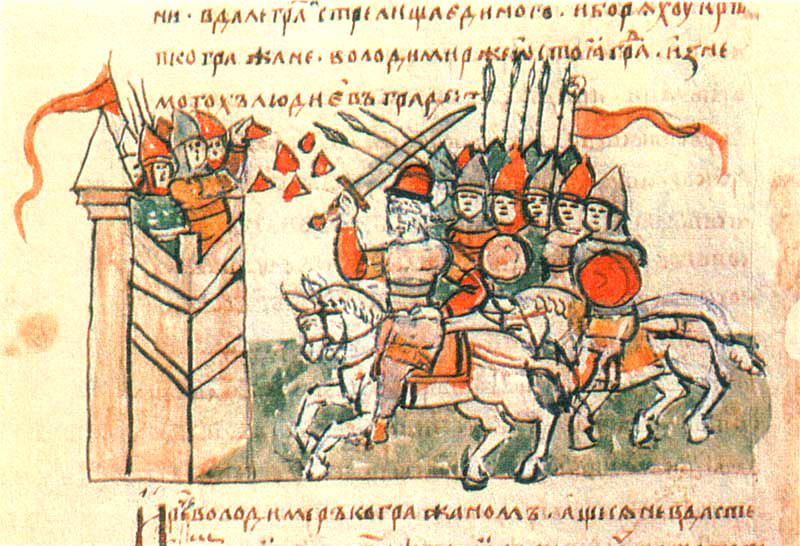
Похід Володимира I Великого з дружиною на Корсунь (з Радзивілівського літопису XIII ст.).

У часи Київської держави (X-XIII століття) військо складалося з дружини князя та народного ополчення. Дружина будувалась за зразком варягів, але до неї входили вищі верства громадянства та бояри, які усвідомлювали потребу в захисті своєї батьківщини. Князі утримували дружинників, платили грішми, дозволяли привласнювати частину завойованого майна, давали землі. Дружини князя складалися з полків (по 100–200 чоловік), їх називали за іменем князя і, рідше, — земель. Полк міг підрозділятися на менші частини. Народне ополчення (або вої) спочатку не мало постійної військової організації, а збиралося лише для самооборони, коли нападав ворог. Пізніше князі Олег Віщий та Ігор Старий почали брати воїв у походи. До них залучали міський люд, селян-хліборобів. Народне ополчення організовувалось і поділялося за територіальною ознакою на тисячі, їх називали за назвами міст.
Княжа дружина поділялася на старшу і молодшу.
Старша дружина складалася з представників феодальної аристократії і була найближчим оточенням князя, брала участь в обговоренні державних та господарських справ (Боярська рада), очолювала молодшу дружину та Воїв.
Молодша дружина або гридь була ядром збройних сил і складалася з професійних воїнів, охороняла князя, княжий двір і майно, виконувала окремі адміністративно-судові доручення князя. Молодша дружина становила постійне населення сторожових градів-фортець, збудованих на кордонах Русі чи окремих князівств. Тут вона несла військову службу, а у вільний від військових обов'язків час обробляла землю та виконувала різні господарські роботи для своїх потреб.
За службу дружина одержувала від князя землі з правом експлуатації населення, що проживало на них, збирати данину та організовувати власне господарство, у якому застосовувалася праця залежних селян. Частина молодшої дружини, що проживала при князеві, була на його утриманні. Залишками господарських дворів старшої дружини та градів-фортець є давньоруські городища.
Зброя княжої доби була двох видів: охоронна й зачіпна. До першої належали панцир, кольчуга, шолом, щит, що служили для захисту тіла в бою. Зачіпна зброя це — спис, шаблю, сокира, лук зі стрілами.
За княжої доби були два основні роди війська: оружники і стрільці. Оружники мали на озброєнні панцир, шолом, щит, меч, спис, сокиру. Стрільці були тільки озброєні луком із стрілами. До кінця XI століття українське військо було пішим. Кіннота, яку вперше використав Олег та Ігор в X столітті у походах на Візантію і греків, за своїм озброєнням поділялася на важку (воїни в панцирах, шоломах, зі списами і щитами) та легку (стрільці з луками).
У княжу добу починає розвиватися й український військовий флот. Воєнні човни називалися лодіями. Були річкові і морські лодії, вони мали різні розміри і вміщували від 40 до 100 воїв. Збиралося військо за наказом князя. Спеціальні військові тренування, маневри у війську не проводилися. Дорослі вдосконалювали свою майстерність в бою. Хлопці мали знати всі види зброї, вміти боротися, кидати спис, стріляти з лука, володіти мечем, шаблею, їздити верхи на коні. Після такої підготовки підлітків брали у бойові походи.
В часи Київської Русі основу українського війська складали військові дружини, які становили постійну військову силу князя. Їх чисельність була відносно невеликою — десь близько 2 — 3 тис. чоловік, а то й менше. Дружина поділялася на старшу й молодшу. До старшої дружини належали представники наймогутніших боярських родів, великі землевласники, найбільше впливові люди в громадянстві. Молодшою дружиною називали лицарську молодь, що походила з боярських родів; у княжій дружині вона готовилася до військової служби. Навколо дружини гуртувалося народне ополчення — загони самооборони тих чи інших населених пунктів.
Своєрідне народне ополчення створили також орди, що були під владою київських князів. Вони мали загальну назву чорних клобуків та складались з недобитків різних степових орд, головно печенігів та торків, що або самі піддалися під українську владу, або були завойовані та осаджені на степовому пограниччі як бранці. В українському війську вони складали рухливий елемент, відважний і завзятий, що сліпо йшов на всіляку небезпеку, коли тільки можна було сподіватися наживи і здобичі.
Військо Галицько-Волинського князівства було організоване за зразком традиційного руського, але відзначалося деякою місцевою специфікою. Через постійну боротьбу князів з боярами, вони часто не могли розраховувати на боярську військову допомогу. У зв'язку з цим, галицько-волинські монархи неодноразово користувалися послугами найманців (угрів, половців), що вони були ненадійними союзниками та часто грабували княжі землі.
Це змусило Данила Романовича провести реформу, в ході якої він створив незалежне від боярської дружини княже військо, набране з «простих людей» і безземельного боярства. Воно поділялося на важкоозброєних «оружників» та легкоозброєних «стрільців». Оружники, у кольчугах і шоломах, з списами, мечами і щитами входили у бій на конях або пішо. Стрільці були озброєні луками й захищали оружників з флангів та починали бій, вражаючи ворога стрілами. Уніфікованого озброєння це військо не мало, але користувалося арсеналом західноєвропейського зразка.
Після знищення Києва стало очевидно, що дерев'яні «гради» виявлялися слабими проти поліпшених засобів наступу, які мали у розпорядженні ординці. Тому готуючись до боротьби, король Данило почав будувати міцніші укріплення — кам'яні. Ординці, справедливо вважаючи такі укріплення небезпечними для себе, не лише спалили укріплення Володимира, але й розкопали вали, проте не відважилися здобувати Холм, Крем'янець чи Данилів.

## Українське козацьке військо XV–XIX століть

### Військо Запорозьке

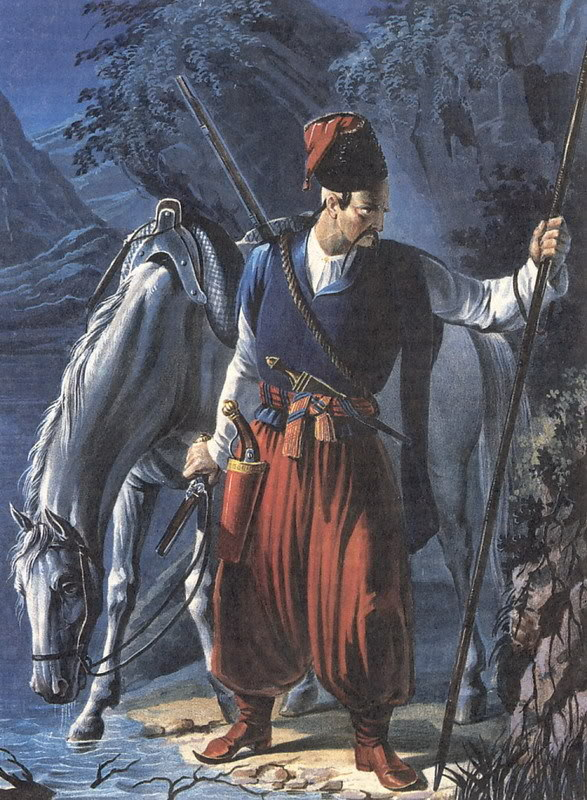
Запорозький козак поч. XVIII ст.

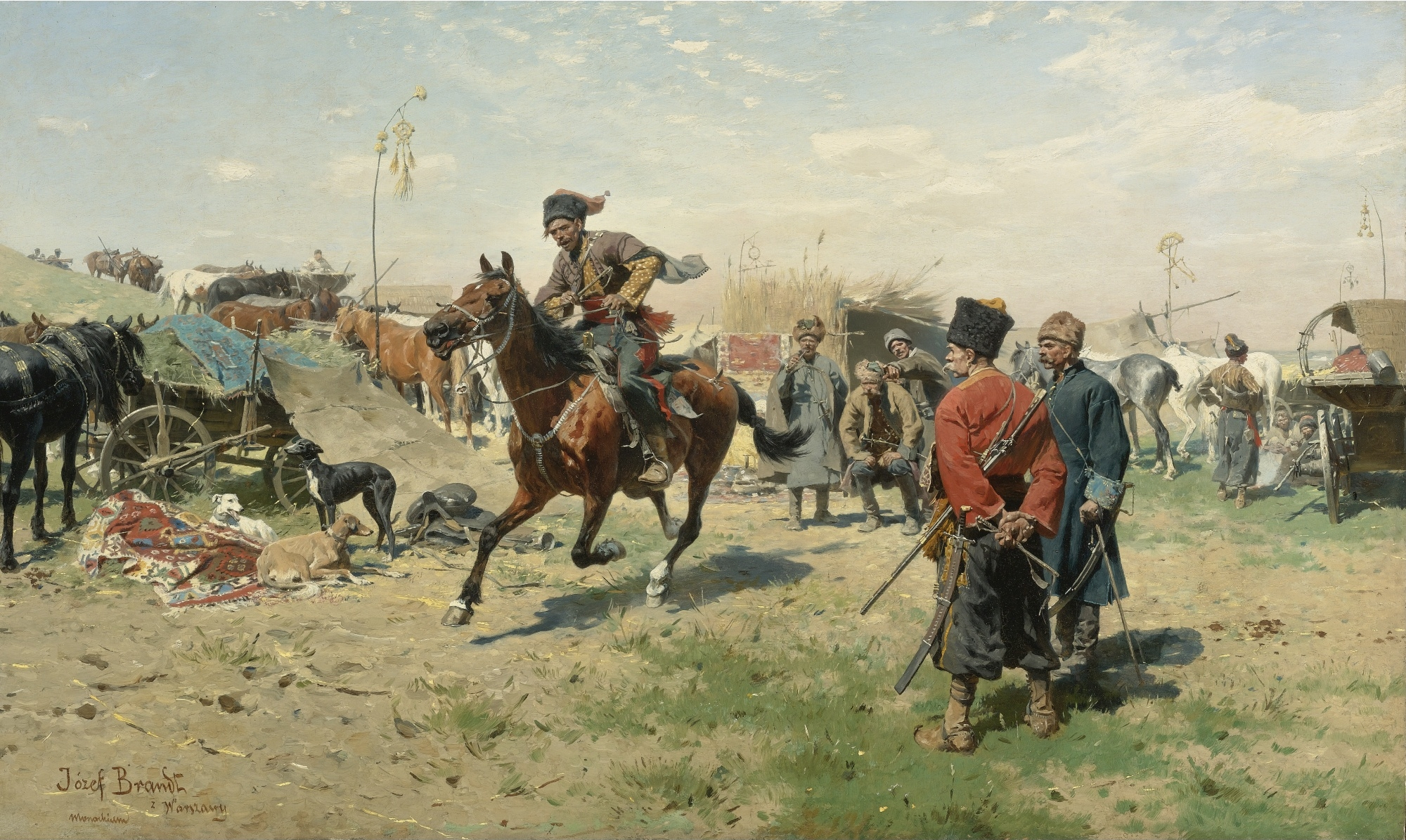
Ю. Брандт «Запорожці»

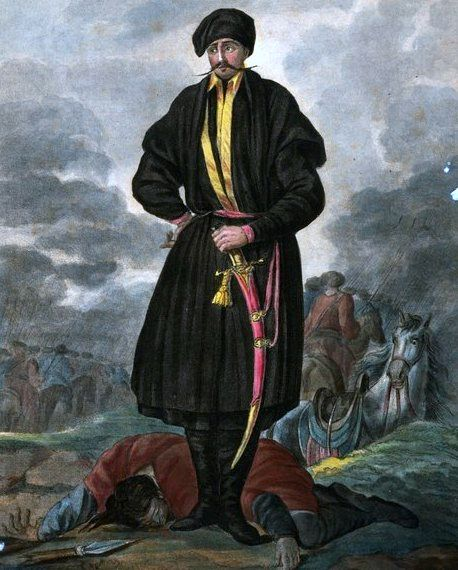
Офіцер Війська Запорозького, 1720 р.

Військо підтримувало силу і могутність держави, обороняло її кордони. Але татарська навала у XIII-XIV століттях привела до занепаду української держави і її війська. Землі України потрапляли під литовські, польські, угорські, молдовські прапори. XV-XVIII століття в історії України — це період козаччини. Головна історична умова виникнення козацтва як суспільного стану і збройної сили — підневільне становище України під владою сусідніх держав Литви і Польщі, позбавлення її власної етнічної державності, соціальне гноблення, а також небезпека з боку орд кочівників, які грабували, нищили, брали у полон український люд. У цей час визріває національна свідомість народу, міцнішає його бажання здобути свободу і незалежність.
Перші письмові згадки про українських козаків містять джерела кінця XV — початку XVI століття. Спочатку козаки не мали ніякої військової організації, а збиралися у ватаги по кілька десятків чоловік. Зброя їх була простою: луки, списи, сокири, шаблі, примітивні рушниці, їхньою тактикою була локальна війна, а метою — здобич. Лише у першій половині XVI ст. козаки освоїли простори нижче дніпрових порогів — так званий Низ і почали будувати козацькі укріплення — січі (від слова «сікти»). На рубежі 40-50-х років XVI століття козаки заснували могутню фортецю на Дніпровському острові Тамаківка (поблизу сучасного м. Марганця Дніпропетровської обл.). Вважають, що це й була перша в історії України козацька твердиня — Запорізька Січ.
Уряд Речі Посполитої намагався поширити свою владу на Запорозьку Січ і приборкати непокірне козацтво. У 1572 році король Сигізмунд II Август видав універсал про прийняття на державну військову службу 300 козаків, яких записували в спеціальний список — реєстр. Реєстрове козацьке військо отримувало одяг, зброю, платню, вправлялось у військовій майстерності. За реєстровими козаками залишалися права на свободу та волю. На зразок реєстрового козацтва почала перетворюватися решта козацького війська.
Козацьке військо мало демократичний устрій. Усі політичні й організаційні питання вирішувалися на раді. Залежно від її учасників рада поділялась на повну, військову, генеральну, старшинську, чорну. Командування військом здійснювали військова старшина різних ступенів. На чолі війська стояв гетьман. Він був головою козацької держави, мав повну адміністративну владу, брав активну участь у законодавчій діяльності, судовій справі. Приймаючи рішення з основних питань, гетьман враховував думку генеральної та старшинської рад.
До генеральної старшини входили: обозний, судді, писар, осавули, хорунжий і бунчужний. Адміністративна і військова влада у полку належала полковникові. Кожний полк (500–1000 чол.) поділявся на сотні (100–200 чол.) і курені (10-20 чол.). До сотенного уряду входили: сотник, сотенний осавул, хорунжий і писар. У курені командував курінний отаман або десятник (міський, сільський). Усім військом керував кошовий отаман з суддями, осавулами, писарями. Козаки офіційно титулували один одного «товаришем», а гурт козаків «товариством».
У перший половині XVIII ст. запорізьке козацтво піднеслося до рівня найкращих європейських армій. Особливо відзначалися військовою майстерністю піхота, яка була головним видом козацького війська й вважалося найдосконалішою в Європі. Козацька піхота героїчно билася з ворогом, використовуючи особливу тактику: шикувались в три шеренги (перша стріляла, друга подавала рушниці, а третя їх заряджала). Піхота козаків вміла гарно штурмувати ворожі фортеці, а також сміливо воювала на морі. Козацькі човни мали довжину 20 м, ширину 3-4 м, глибину 2,5 м. На одному човні було 20-30 веслярів, 50-70 воїнів, 4-5 легких гармати. Швидкість — 15 км/год. Є відомості про те, що і підводний човен запорожці стали використовувати в бойових діях набагато раніше, ніж у західній Європі.
Кіннота козацького війська в 1-й половині XVII ст. була менш чисельною, ніж піхота, і відзначалася високою військовою майстерністю. Вона вела наступ так званою лавою: шикувалася півколом, атакуючи таким чином противника з флангів.
На високому рівні у запорожців була розвідувальна та сторожова служби. Створювалася ціла система вимог із відповідною сигналізацією — прообраз світлового телеграфу. Сигнали про небезпеку від самого кордону послідовно передавався до козацького війська. Козаки вміло вели розвідку, навіть у стані ворога. Чисельність козацького війська значно змінювався протягом століть. Вони були озброєні шаблями, короткими списами, а також вогнепальною зброєю: мушкетами, пістолями, самопалами. У козаків також були бойові молотки, якірці, рогульки, що застосовувалися у боротьбі проти ворожої кінноти. Порох, кулі, зброю запорожці виготовляли самі або ж діставали в бою. Козаки першими використали метод окопування в землі.

### Реєстрове козацтво
Спроби організації українського війська реєстрового козацтва сягають 1524 року, у якому Великий князь литовський і король Польщі Сигізмунд І Старий доручив Семенові Полозовичу і Криштофові Кмитичу організувати козацький відділ на державну службу. Через брак фінансів цей проєкт не реалізовано. Подібна доля зустріла пропозицію черкаського старости Остафія Дашкевича у 1533 році, а також заходи Сигізмунда I 1541 року.
Коли українські старости намагалися організувати козацькі відділи головним чином для боротьби проти татар, польські королі вважали, що створення урядових козацьких формацій допоможе контролювати козацькі рухи й стримувати протитатарські акції козаччини.
Військо реєстрових козаків було створене універсалом короля Сигізмунда II Августа 2 червня 1572 року, коли було доручено коронному гетьманові Юрію Язловецькому найняти з низових козаків на службу 300 осіб. Відтоді зустрічаємо назву реєстрові козаки на противагу нереєстровим козакам, які були поставлені у напівлегальне становище.
1590 року загальний сейм Речі Посполитої ухвалив збільшити реєстр до 1000 козаків. Крім оборони кордонів реєстровці мали стримувати інших козаків від самовільних виправ у Молдовське князівство, головний табір перенесли з Базавлуку до урочища Кременчуг на молдовському березі Дністра. Базою провіанту та матеріальної підтримки замість Черкаського староства стало Снятинське. Снятинський староста Миколай Язловецький став «старшим над козаками», Ян Оришевський — його «поручником» (заступником).
Реєстрові козаки одержали додаткові привілеї: звільнення від податків, право землеволодіння, самоуправління з назначеною старшиною; вони мали свій прапор, литаври й інші інсигнії.
Реєстрові козаки були зобов'язані відбувати службу на Наддніпрянщині й посилати за наказом уряду Речі Посполитої загони на Дніпрові пороги. Намагання короля Стефана Баторія і його наступників контролювати через реєстр зростання українського козацтва виявилися марними. Ці козаки несли службу на найнебезпечнішому кордоні, через який татари нападали на українські землі. Цей особливий реєстр був створений з метою мати в разі татарських нападів завжди напоготові 2 000 козаків. Вони були на самозабезпеченні.Тільки під час військових походів отримували незначну платню. Як дарунок раз на рік отримували кожух і один дукат.
Серед реєстрових козаків виділяються також панцирні козаки, що займали нішу середньої кавалерії — легше крилатих гусар, але важче за звичайних реєстрових козацьких військ.
Під час козацьких повстань 1591–1596 років сеймовими постановами реєстрове козацтво було ліквідовано. Але 1599 року почалося нове складання реєстру. В 1-й половині XVII ст. чисельний склад реєстрового козацтва не був сталий. Козацтво вело боротьбу за розширення реєстру. Уряд Речі Посполитої намагався зменшити чисельність реєстрових козаків. Однак під час воєн уряд Речі Посполитої з метою збільшення збройних сил був змушений закликати все боєздатне козацтво до реєстрового війська, яке тимчасово зросло до кількох десятків тисяч чоловік.
Реєстрові козаки зазнавали утисків від коронних феодалів. Уряд Речі Посполитої роздавав козацькі землі шляхті та магнатам. Особливо посилився гніт та переслідування реєстрових козаків після Ординації 1638 року.
Реєстрові козаки не раз підтримували визвольні виступи народних мас, брали участь у антифеодальних селянсько-козацьких повстаннях кінця XVI — 1-ї половині XVII ст. під керівництвом Криштофа Косинського, Северина Наливайка, Івана Сулими, Карпа Скидана, Якова Острянина та інших. Лише невелика частина реєстрової старшини, захищаючи свої особисті інтереси, проводила угодовську політику, зраджувала свій народ, допомагаючи загарбникам Речі Посполитої придушувати визвольні народні повстання.
Реєстрові козаки відіграли значну роль і в боротьбі українського народу проти османсько-татарської агресії. Під час визвольної війни українського народу 1648—1654 років внаслідок масового покозачення селян і міщан та переходу на сторону повсталого народу реєстрові козаки, збройні сили селянсько-козацького війська досягли понад 100 тис. чол. Спроби Речі Посполитої обмежити число козаків 40 тис. (Зборівський договір 1649 року), 20 тис. успіху не мали (Білоцерківський мирний договір 1651 року).
Війна скасувала реєстри як політичні документи уряду Речі Посполитої, що обмежували чисельність українського козацтва. Замість реєстрів почали складати компути (списки), на підставі яких визначали приналежність до козацького стану.
Після 1654 року назва «реєстрові козаки» поступово вийшла з ужитку і замінилася термінами «городові козаки», з 1735 року — «виборні козаки».

### Чорноморське козацьке військо

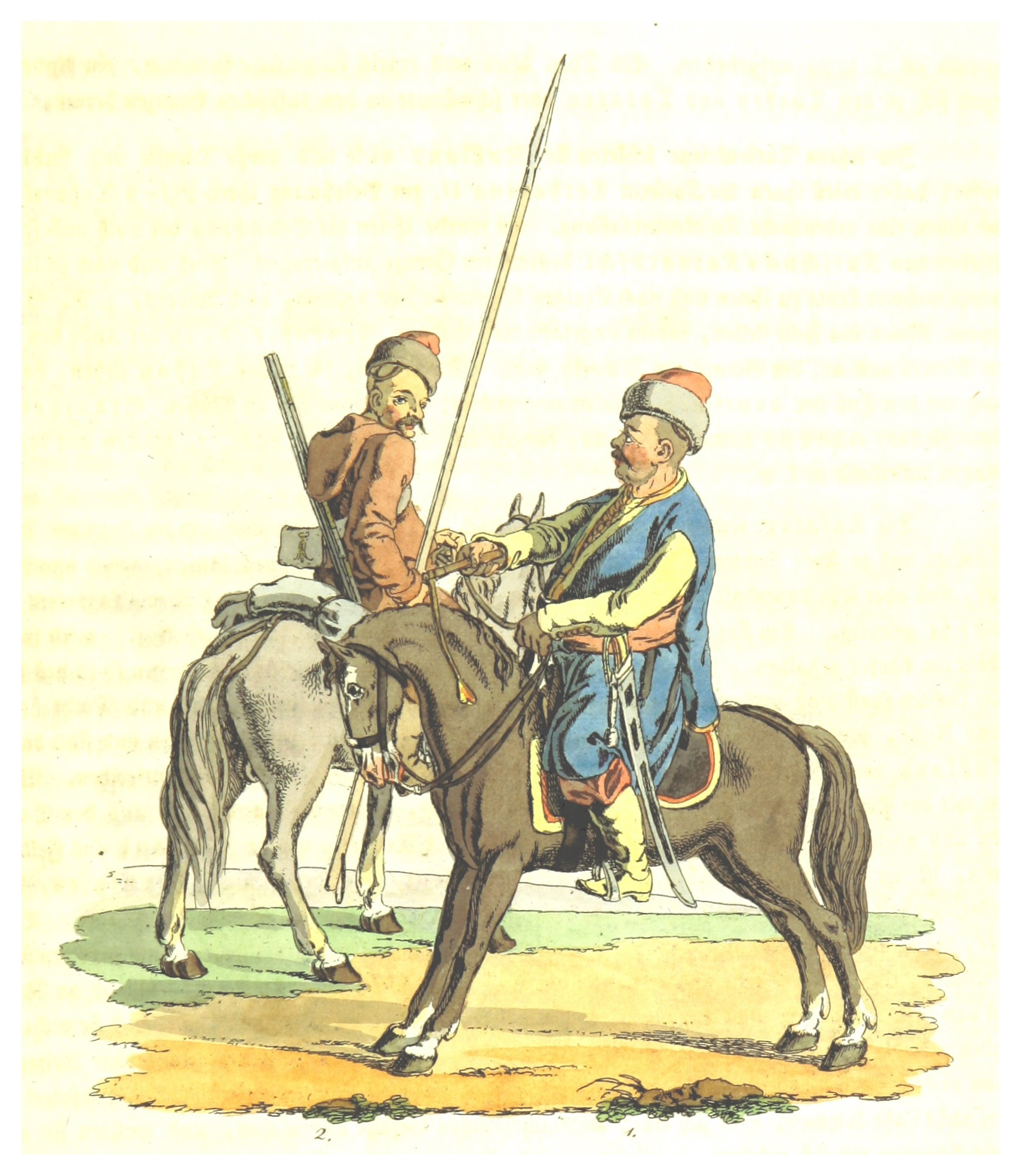
Козаки-чорноморці у 1804 році

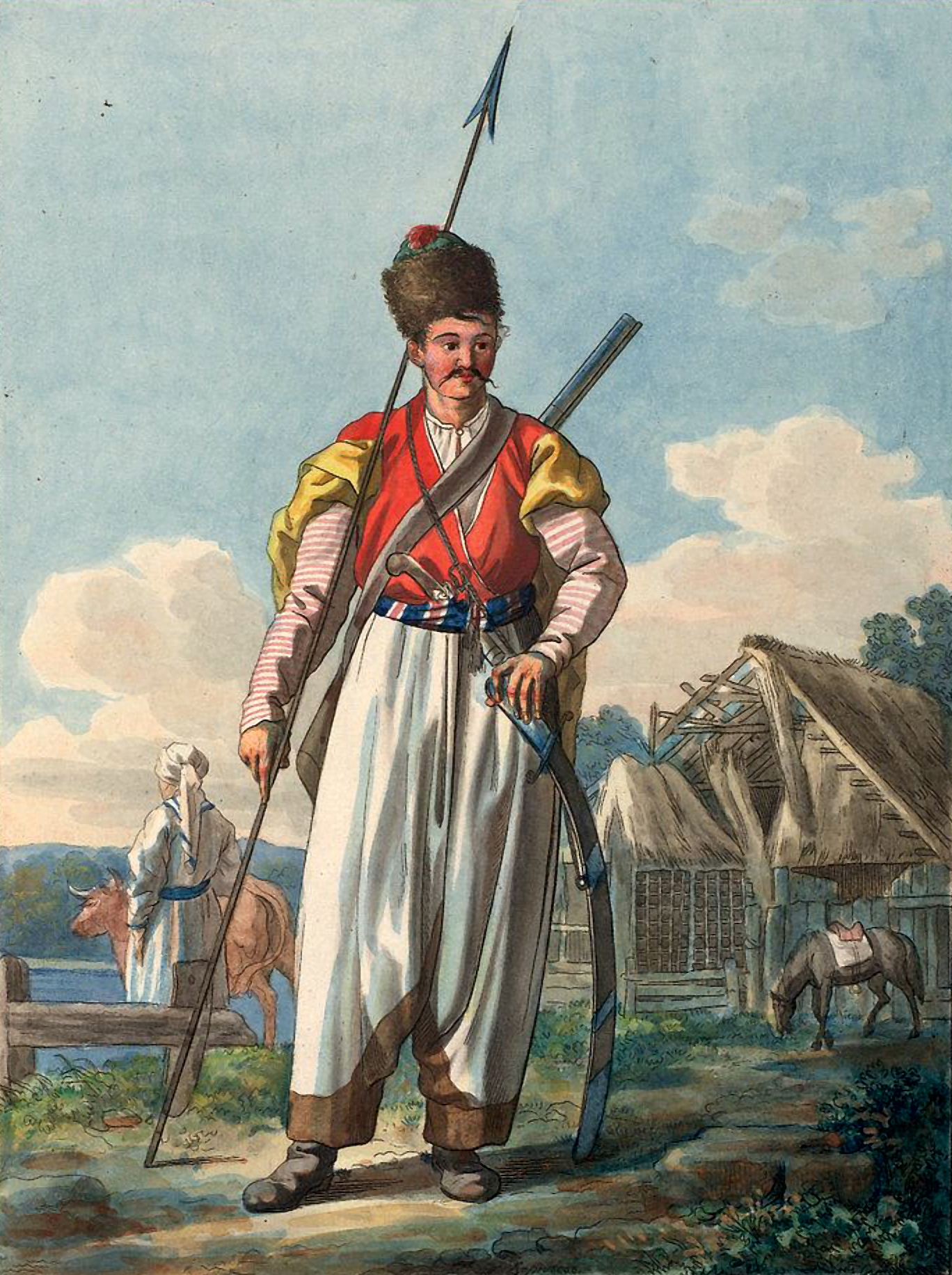
Чорноморський козак до 1839 року

У 1774 році, після підписання Кючук-Кайнарджійського договору, Російська імперія, разом із Кримом отримала вихід до Чорного моря. Оскільки Річ Посполита перебувала у стані занепаду і була на межі поділів, то подальша необхідність в існуванні козаків на їх історичних землях відпала. В той самий час збереження традиційного образу життя козаків призводило до конфліктів із російською владою. За наказом Катерини II знищити Запорозьку Січ, який був втілений у життя, слідував наказ Григорія Потьомкіна про смирення запорозьких козаків, що й було здійснено генералом Петром Текелі у червні 1775 року. Як наслідок, близько п'яти тисяч козаків пішли до гирла Дунаю, утворивши там Задунайську Січ під протекторатом османського султану.
Організація й швидке зміцнення Задунайської Січі вимагало від Російської імперії організації якоїсь протидії. Адже існування «Січі за Дунаєм» викликало все більші симпатії в українського населення, зміцнювала військову потужність Османської імперії й паралізувала участь у війні українців на боці Росії.
Князь Григорій Потьомкін спочатку намагався силою стримати еміграцію козацтва за Дунай та на Забужжя, але з того нічого не вийшло. Тоді Катерина II 5 травня 1779 року і 27 квітня 1780 року маніфестами звернулася до козаків вже з проханням повернутися у рідний край, обіцяючи дати кожному з них землю і службу за російськими чинами. Ефект був той самий.
У 1781–1783 роках сталося повстання кримських татар. Князь Григорій Потьомкін розіслав по запорозьких землях заклики до колишніх козаків, щоби вони збиралися в Херсоні, де з них будуть створені військові загони.
Проте запорожці відгукувались неохоче. Всього зібралося близько 1 тисячі козаків. Їх отаманом став військовий осавул Сидір Білий, а його помічником — колишній суддя Війська Запорозького Антін Головатий.
6 квітня 1783 року козаків офіційно взяли на військову службу як Військо вірних козаків (відповідний царський указ виданий 22 січня (2 лютого) 1783 року). Розділялося військо на кінне («комонне»), піхоту та флотилію (Чорноморська козацька флотилія).
Очолив військо кошовий отаман Сидір Білий. «Війську вірних козаків» передали клейноди та іншу козацьку атрибутику, забрану російським урядом після розгрому Запорозької Січі у 1775 році. У війську відновились колишні старшинські посади, поділ на курені, козацький одяг. Під командуванням Сидора Білого і Захарія Чепіги військо брало участь у російсько-турецькій війні 1787–1791.
Головний військовий штаб був розміщений в Олешках, де було зібрано майже 12 000 козаків. Ці козацькі частини боролися проти османів під командуванням Олександра Суворова.
Під час війни 1787–1791 років у різних операціях (битви під Кінбурном, Очаковом, Фокшанами, Римником, Хаджибеєм, Килією, Ізмаїлом, Мачином, Бендерами тощо) брали участь понад 42 тисяч українських козаків.
1788 року — військо перейменували на Чорноморське козацьке військо.
На чолі Чорноморського козачого війська був завжди отаман. Спочатку, так само, як і на Запоріжжі, він мав найменування кошового отамана, і обирався самими козаками на козацькій раді. Але з 1797 року російський уряд заборонив козакам цю демократичну процедуру, та почав призначати отаманів над чорноморцями власноручно. Відтепер отаман почав називатися військовим. 1827 року уряд ще урізав козацькі права. Тепер отаманом усіх козацьких військ імперії вважався спадкоємець престолу з династії Романових, а справжній керівник над козачою громадою мав титул наказного отамана, тобто «призначеного імператорським наказом».

### Азовське козацьке військо

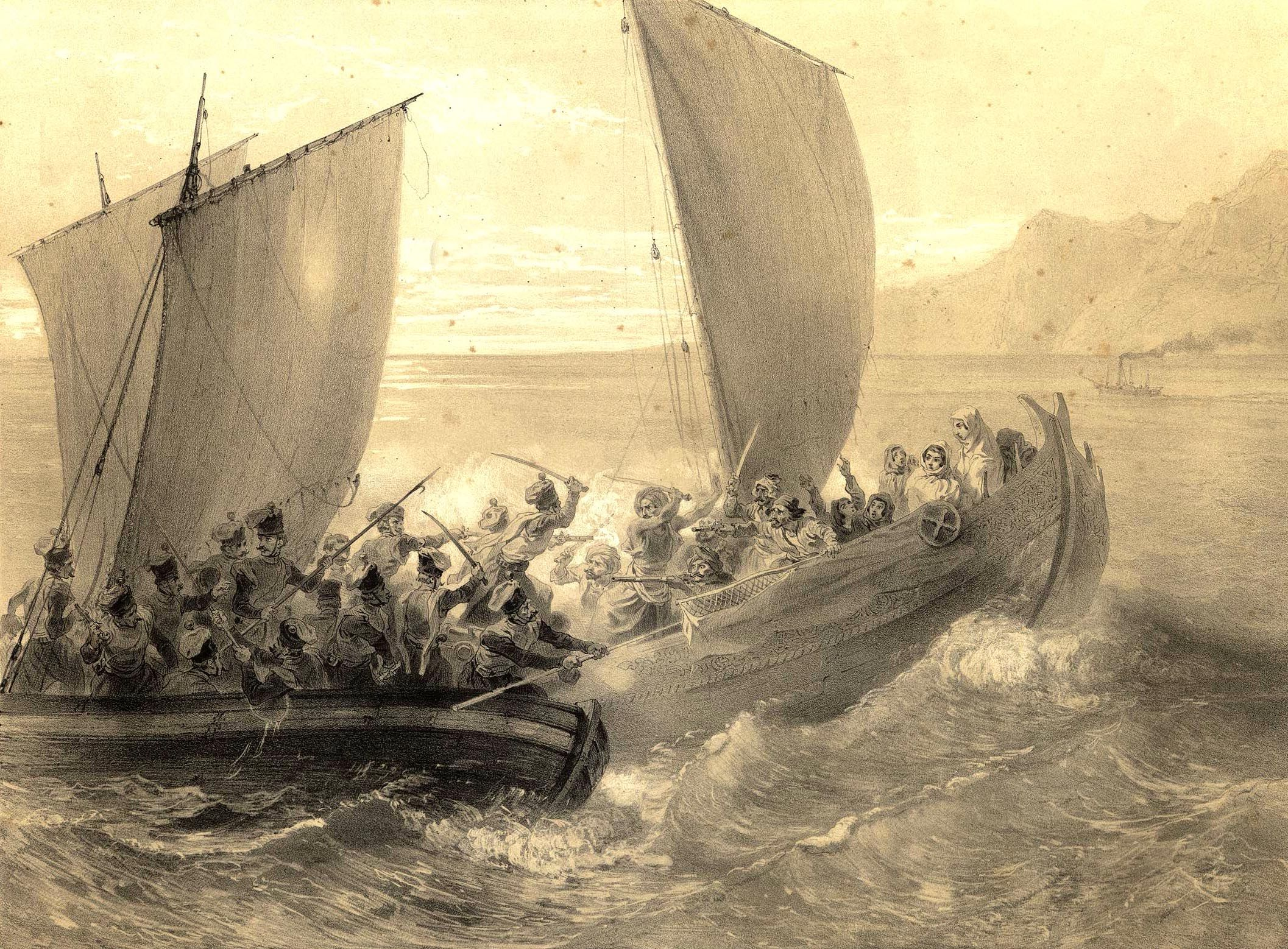
Азовські козаки атакують османських піратів

Перед російсько-турецькою війною 1828-1829 років 1500 козаків поселено на узбережжі Азовського моря і з них сформовано Окреме Запорізьке військо. З початком російсько-турецької війни Окреме Запорізьке військо приєднано до російської імператорської армії, у складі якої воно брало участь у бойових діях як Дунайський козацький полк.
1831 року українських козаків царським указом поселено між річками Бердою, Кальчиком і Азовським морем у Катеринославській губернії (між сучасними Бердянськом і Маріуполем) і заснувало дві станиці — Микільську і Покровську. Згодом до війська прилучено Петрівський Посад і село Новоспасівська. Їм виділено 74 тисячі десятин землі. Відтоді за цим військовим формуванням закріпилася назва Азовське козацьке військо.
В мирний час команди азовських козаків на баркасах відбували берегову службу вздовж східних берегів Азовського та Чорного моря — від Керченської протоки до міста Поті, для чого 1837 року з нього сформували Азовську козацьку флотилію. Під час війни військо було зобов'язане виставляти морський батальйон для охорони та оборони узбережжя, піший козацький напівбатальйон і флотилію малих морських човнів для крейсирування вздовж узбережжя.
З 1850-х років азовців почали примусово переселяти на Кубань. Невдоволені цими діями царського уряду козаки підняли повстання, яке російські війська жорстоко придушили. На підставі указу від 11 (23) жовтня 1864 року Азовське козацьке військо скасовано, а козаків переведено в селянський стан.

### Бузьке козацьке військо

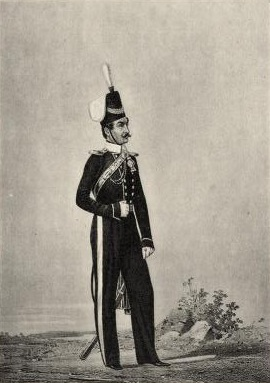
Обер-офіцер Бузького козацького полку у 1815–1817 рр.

У війнах другої половини XVIII століття на боці Росії проти Османської імперії воювало багато греків, болгар, молдован та представників інших балканських народів. З греків і албанців створюються військові формування. Під час війни 1768–1774 років на боці російської імператорської армії воювало багато загонів болгар. Так, болгарин Н. А. Каразін доставив російському командуванню цінні розвіддані і привів із собою трьохтисячний загін добровольців з болгар, румунів і молдован. Деякі з подібних загонів пізніше були включені в Бузьке козацьке військо.
Основою бузького війська став полк, що сформувався османським командуванням в 1769 році з болгар, волохів і представників інших народів Балканського півострова. Він був направлений в Бессарабію до армії сераскіра, щоб допомогти зняти облогу з османської фортеці Хотин. Але замість того, щоб воювати проти російських військ, полк перейшов на їхню сторону, і протягом всієї війни брав участь у бойових діях у складі корпусу, який знаходився під командуванням генерал-фельдмаршала графа Петра Румянцева на власному утриманні.
Допомога, яку надало населення Північного Причорномор'я російським військам, була величезна: в період війни російська імператорська армія була достатньо забезпечена провіантом і фуражем, безперешкодним постачанням зброї, боєприпасів, розвідувальними даними та іншим необхідним для успішного ведення бойових дій.
Війна 1768-1774 років стала переможною для Російської імперії. Укладена 10 липня 1774 року в селі Кючук-Кайнарджа, поблизу міста Силістрії, на території Болгарії, мирна угода закріпила перемогу Російської імперії над Османською імперією. За Кючук-Кайнарджійською мирною угодою до Російської імперії переходили землі, що лежали зліва від Південного Бугу. Саме на цих землях були розміщені офіцери і солдати Бузького козацького полку разом зі своїми сім'ями, яких граф Румянцев запевнив, що під заступництвом Російської держави вони знайдуть спокійне життя і будуть нагороджені вигідними для поселення і обзаведення господарством землями, причому проголошений був й Маніфест, що обіцяв їм тридцятирічні пільги. Тому, залишивши свої житла в Болгарії, Молдови і Валахії, вони перейшли в Південну Україну і оселилися по річці Бугові.
Внаслідок незаселеності відведеного їм під поселення місця і віддаленості його від міст, вони з великими труднощами завели господарство.
Всього бузьких козаків було близько 7 тисяч. Вони заснували 26 сіл між Бугом і Інгулом в Бобринецькому і Херсонському повітах, у тому числі Касперівку й Федорівку (тепер місто Нова Одеса), Костянтинівку, Білоусівку, Себине або Гнилий-Єланець, Баловну, Гур'ївку та інші, що пізніше належали до Бузького уланського поселення. Центром було місто Вознесенськ, яке раніше було запорізьким містечком Соколи біля гирла річки Мертві Води.
Аполлон Скальківський писав, що бузьким козакам за їх вірну службу російському уряду були обіцяні 30-ти річні пільги з переконаннями, що вони завжди залишаться у військово-хліборобському стані, але цими пільгами вони користувались тільки 8 років, тобто до 1785 року, або до завоювання Криму. З даних А. О. Скальківського випливає, що пільги бузьким козакам були обіцяні в 1777 році, тоді як в «Пам'ятці законів про бузьких козаків» говориться про те, що Маніфест, в якому надавалося 30 пільгових років переселенцям до Російської імперії, був проголошений бузьким козакам відразу ж після припинення військових дій з Османською імперією, тобто влітку 1774 року. Але обіцяними пільгами, як це сказано в «Пам'ятникові законів», козаки Бузького війська користувались тільки 8 років, або ж до 1782 року.
У 1783 році за наказом князя Потьомкіна козаки поступили на службу і охороняли кордон з Османською імперією по Бугу.

### Дунайське козацьке військо
Після знищення Запорізької Січі в 1775 році частина запорізьких козаків пішла до Османської імперії і оселилася на березі Дунаю, між фортецею Рущук і Сілістрією, утворивши нову Січ.
У 1803 році вони перейшли на гирло Дунаю, в урочище Гедерле-Бугаз. Витіснивши російських втікачів-розкольників, що жили там, запорожці влаштували свій кіш, зайнявши по берегу моря до фортеці Аккермана всі місця, зручні для рибної ловлі. Сюди почали збиратися втікачі з різних інших місць, і число осіб, що склали нову Січ, дійшло до 10 000 чоловік. За відзнаку в боях, особливо ж під час упокорення Віддінського бунту, козаки отримали від османського уряду назву яничарів.
У 1806 році, як тільки почалася війна з Османською імперією, дунайські запорожці перейшли на бік Росії, увійшли до складу діючої армії і отримали назву буджацьких або усть-донецьких козаків. Після укладення миру частина їх була зарахована в Чорноморське козацьке військо, a частина, з колишніми при армії волонтерами з сербів, греків і албанців, залишилася в Бессарабії, в Буджацькому степу, оселившись на казенних землях. У царювання Олександра I особливих правил про устрій Дунайського козачого війська видано не було, і воно знаходилося у віданні цивільної влади, нарівні з селянами.
У 1828 році, під час війни з османами, дунайські козаки, згідно з їхнім бажанням, були перераховані у військове відомство і склали 2 полки: 1 і 2-й Дунайські. Один з них, кінний, призначався для сухопутної служби, a інший, піший, призначався для служби на судах дунайської флотилії. Після закінчення війни полки були наділені землями в Буджацькому степу. Таким чином, склалися нові військові поселення в 3 станицях: Старокозачому, Волонтерівці і Акмангіті. Незабаром до Дунайського війська були зараховані деякі суміжні землі та селища.
У 1836 році воно складалося вже з 8 станиць, з населенням понад 7 000 осіб обох статей і з земельним наділом близько 35 000 десятин. Землі цієї для війська було недостатньо, тому в 1839 році до нього були приєднані суміжні землі, що призначалися для користування циган, які були зараховані до війська.
У 1844 році було видано положення про Дунайське козацьке військо. На обов'язок Дунайського війська покладалося утримання кордонної варти і варт на островах Літа, Чемалі, Георгіївському і по лівому березі Дунаю, a також підтримання поліцейського порядку в містах Одесі, Акермані, Херсоні та Херсонському повіті. Для зовнішньої служби військо зобов'язувалося мати на готовності 2 кінних полки. Начальство над ним, під головним веденням Новоросійського та Бессарабського генерал-губернатора, було ввірене офіцеру регулярних військ. Цей військовий начальник і складена при ньому канцелярія формували полки та завідували військово-поліцейською і господарською частиною війська. Місцеве управління війська складали: наказний отаман, військове правління, комісія військового суду і станичного правління. Поліцейське та господарське правління станиць було ввірене станичним старшинам.
До 1 січня 1856 року в Дунайському козацькому війську на дійсній службі перебувало 2811 осіб (за списком 2 858). У тому ж році військо було перейменовано в Новоросійське, під якою назвою проіснувало недовго. В силу малоземелля, воно не могло отримати подальшого розвитку шляхом приросту населення; служилий його склад був вкрай нечисленний, і, замість 2 комплектних полків з черговими змінами, військо ледь формувало полк, та й то за допомогою постійної видачі з військового капіталу грошей на бойове спорядження. До того ж, за Паризьким трактатом 1856 року, південна межа Російської імперії була змінена і частина земель Новоросійського війська відійшла до Молдовського князівства; малоземелля зросло ще більше.
У 1868 році Новоросійське козацьке військо було скасоване, з зарахуванням його штабних і обер-офіцерів і дворян до дворянства Бессарабської області і з наданням їм в повну особисту і потомствену власність садибної землі, що знаходилася в їх володінні. Крім цього, з числа землі в загальному військовому володінні, що входила до юрту станиць і хуторів, було надано у власність: штабс-офіцерам — по 300, обер-офіцерам — по 150 і зауряд-офіцерам — по 75 десятин. Надані війську 2 прапори і Найвища грамота були здані до церкви станиці Волонтерівкі, для зберігання на вічні часи, a холодна і вогнепальна зброя — в Бендерський артилерійський склад.

### Задунайське козацьке військо

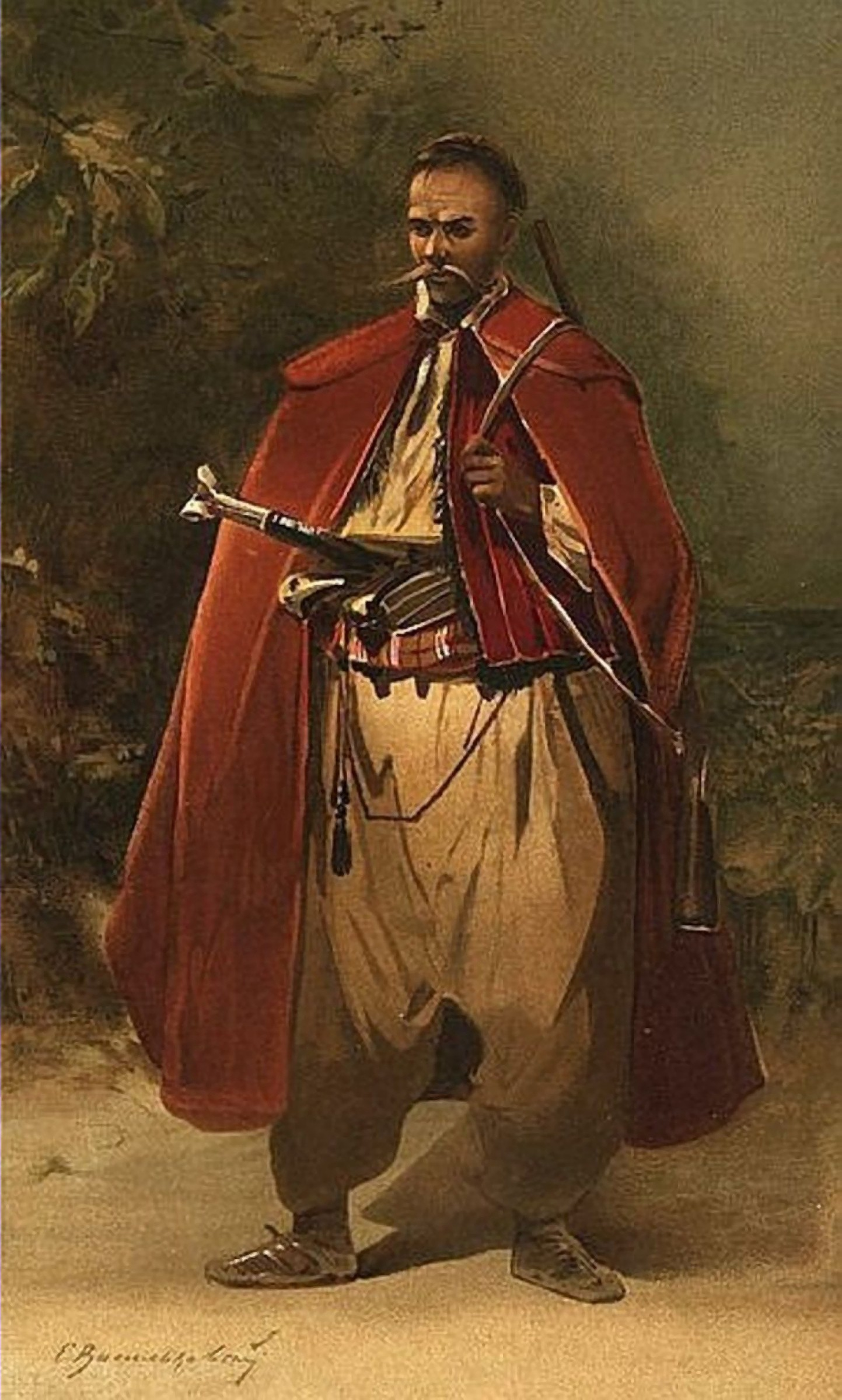
Задунайський козак

Після виголошення царициного ультиматуму про скасування Січі, коли Калнишевський з козаками думали як реагувати на нього, старшини Андрій Лях і Бахмет і 50 козаків поза спиною кошового відпросилися порибалити на Інгулі, що було добрим приводом щоб відпустити їх з осади Січі. Проте число запорожців зросло до 5 тис.
Увесь край, що року 1775 посіли запорожці, був дуже спустошений під час останньої війни, а татари з нього або повтікали за Дунай, або передалися на російську сторону і були загнані у Ногайські та Кубанські степи. Через те запорожцям було тепер тут велике привілля. Чутка про те привілля хутко досягла Запорожжя й України, бо запорожці, рибалячи по Бугові, мали щоденні зносини із своїми товаришами, котрі служили у російських полках на російській стороні Бугу. Тому за Буг посунули втікачі вже невеликими купками й поодинці, як із Запорожжя, так і з України, рятуючись од панщини. Декому щастило рятуватись сюди навіть з жінками і дітьми, і вони осідали тут на вільних землях, будуючи собі землянки й хати.
Щодня за Бугом кількість утікачів з України збільшувалась, і вже через рік у Османській імперії їх було близько 7000 душ.
Козаки невеликими групами суходолом і водними шляхами добиралися в дунайські гирла, у пониззя Дністра, на Березань, Тилігул, в Очаківську округу, в Буджак.
У 1777 році Османська імперія, скориставшись складним становищем Кримського ханства, повернула під свій контроль землі по чорноморському узбережжю від Бугу до Дунаю. Так запорозькі козаки опинилися під османською юрисдикцією. 30 серпня 1778 року вони при дворі очаківського паші вже були прийняті в османське підданство і присягнули на вірність султану Османської імперії. Для поселення запорожцям були надані землі в пониззі Дністра в Кучурганах, а для несення військової служби — озброєння та коні.
Депутація з 40 осіб (38 від куренів, кошовий й писар) відбула року на домовини з султаном у Стамбул з-під Акермана. Запорожцям султан забезпечив їх військовий устрій, віру, одежу й волю і дав під Січ острів Святого Юрія з гирлами Дунаю — Сулинським та Катирлезьким (Георгіївським), і степ на південній притоці Дунаю, Дунайці, біля лиману Разима. Опріч того, запорожцям дозволено було вільно рибалити, полювати і навіть оселятися зимівниками й слободами по всіх річках та лиманах од Очакова до Дунаю. Кошовому отаманові надані були права двобунчужного паші, а Військові Запорозькому, або, як його прозвали османи, Війську Буткальських козаків, були надані військові клейноди: булава, бунчук з двома хвостами, печать та корогва, на котрій з одного боку на білому полі був золотий хрест, а з другого — на чорному полі срібний місяць. Та корогва була посвячена Цареградським патріархом. Кошовому отаманові султан окремо подарував короткого ятагана у золотих піхвах, цяцькованих самоцвітами, котрий мусив переходити од кошового до кошового, і таким чином теж увійшов у склад військових клейнодів під назвою «Топуз».
З свого боку запорозькі депутати присягнули султанові — вірно йому служити на морі й суходолі проти його ворогів і слухатись Силістрійського пашу. На початок запорожцям було доручено держати кордони по російській межі — понад річкою Бугом.
На початку російсько-турецької війни 1828–1829 роках Стамбул наказав задунайцям виступити проти Російської імперії. 18 травня 1828–1829 року 1500 козаків на чолі з кошовим Йосипом Гладким захопивши військову канцелярію та скарбницю, перейшли під Ізмаїлом на бік російської імператорської армії.
Через зраду Й. Гладкого османський уряд жорстоко розправився з задунайцями. Близько 2 тисяч козаків разом з наказним гетьманом І.Баланом було заарештовано, ув'язненно та вбито, а січові укріплення та церкву зруйновано і спалено.
Після закінчення війни царський уряд поселив козаків на Азовському узбережжі, сформувавши з них Азовське козацьке військо. Проте багато козаків вирішило не йти під ярмо росіян і були оселені в Банаті й Воєводині, а також залишилися мешкати в гирлі Дунаю, згодом заселяючи міста Галац, Ізмаїл, Вилкове, Кілія, Тульча.
Із залишків задунайських козаків, під час Кримської війни, на стороні союзних сил, були сформовані військові козацькі загони. У жовтні 1853 року Михайло Чайковський домігся офіційного створення регулярних козацьких підрозділів у османському війську. 23 січня 1854 року задунайські козаки склали військову присягу. З Константинополя привезли козакам знамено Запорозької Січі, а Садик-Паша (ім'я Михайла Чайковського в Османській імперії) отримав від султана титул «міріан-паша» (кошовий отаман). Після закінчення війни козацькі підрозділи було розформовано.

## Перша світова війна

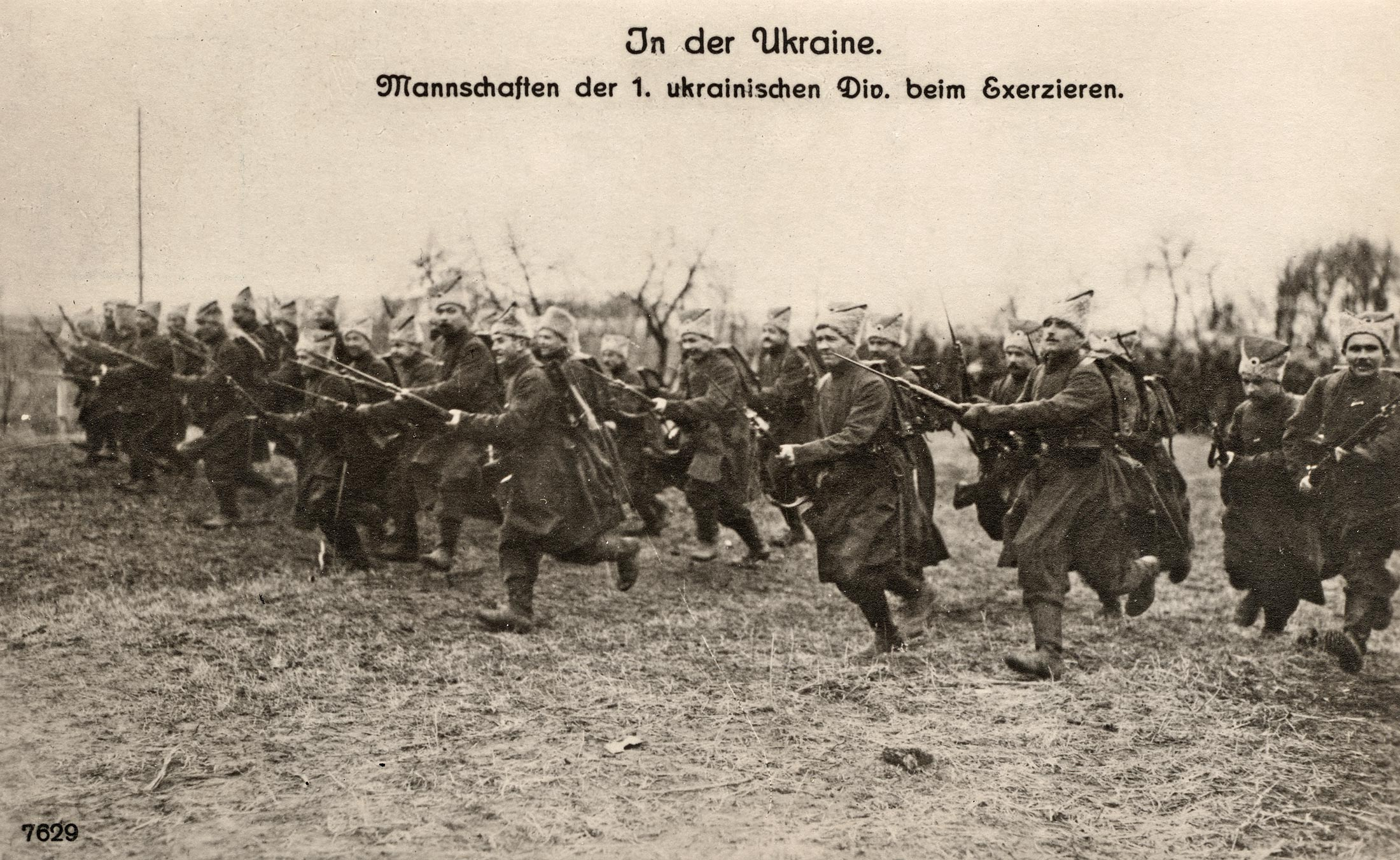
Дивізія Синьожупанників наступає під час Українсько-радянської війни 1917–1921

Під час Першої світової війни Україна стала ареною протистояння, що принесло значні людські втрати та руйнування інфраструктури. Це значною мірою вплинуло на створення незалежної української держави та її збройних сил — армії Української Народної Республіки.
Після падіння Російської імперії на українських землях утворилися численні військові формації, в тому числі загони Вільного козацтва, Українська Повстанська Армія батька Махно, а також Червоне козацтво. Останнє стало основою збройних сил УСРР, а згодом — УРСР, що називались Робітничо-селянською червоною армією.
Після розвалу Австро-Угорської імперії на захист Західно-Української Народної Республіки постала Українська Галицька Армія, основу якої склали формування Українських Січових Стрільців.

## Друга світова війна

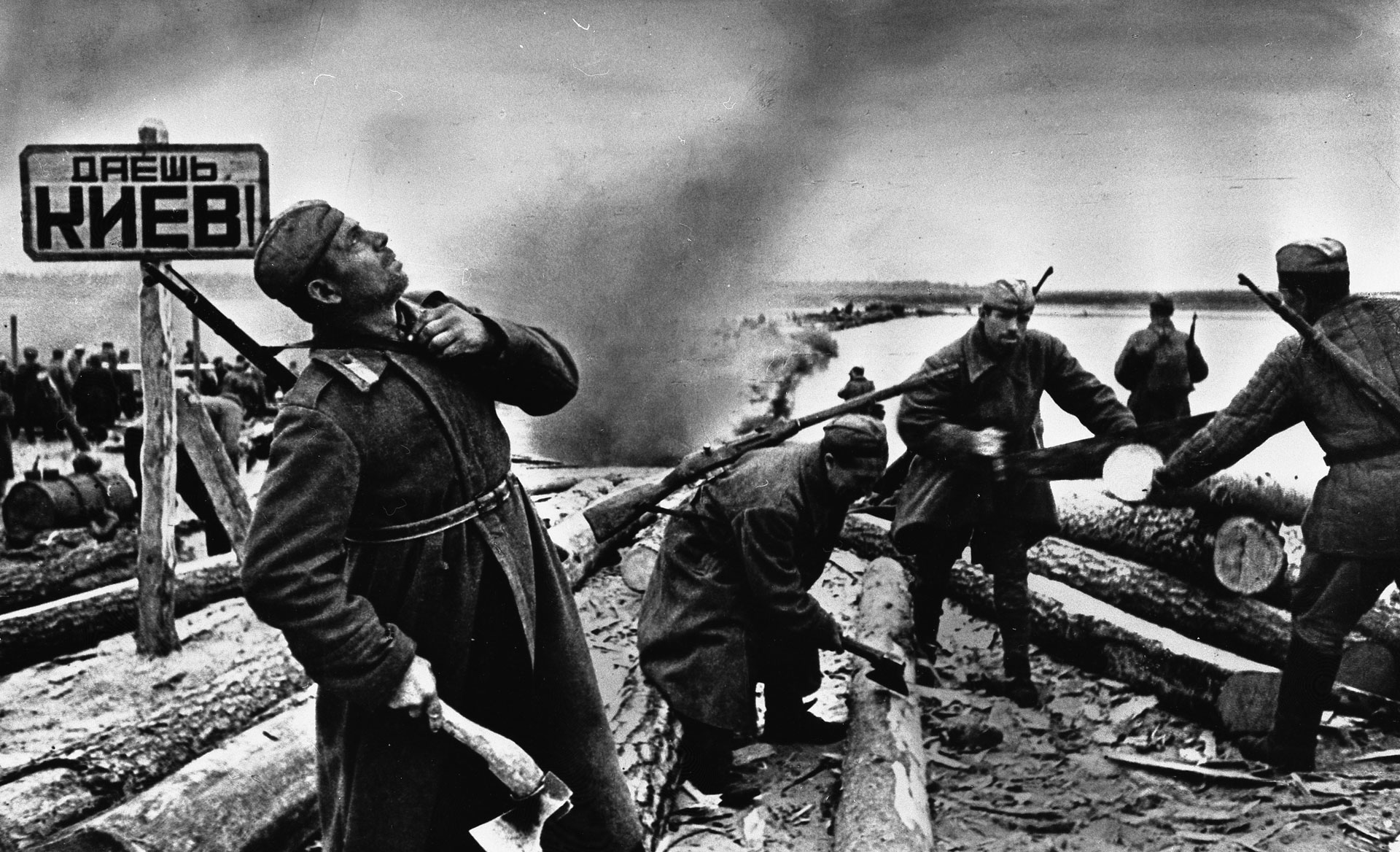
Радянські війська форсують Дніпро

З розгортанням Другої світової війни українці почали творити власні збройні формування. Першим таким можна вважати Карпатську Січ — парамілітарну організацію, яку формують у 1938–1939 рр. українці Закарпаття для захисту власної держави — Карпатської України.
Під час німецько-радянської війни Україна направила до лав Червоної Армії і Військово-морського флоту близько 2,5 мільйона своїх співгромадян. У військах чотирьох Українських фронтів у стройових, переважно піхотних частинах і з'єднаннях, українці становили 60-80% і брали найактивнішу участь у визволенні своєї батьківщини від нацистських загарбників. Було створено 650 винищувальних батальйонів, в яких налічувалося 150 тисяч бійців. У ополчення вступило близько 1,3 млн чоловік. Близько 2,5 млн українців-військових нагороджені орденами і медалями, зокрема звання Героя Радянського Союзу удостоєно 2069 осіб. Серед маршалів і генералів було багато українців за походженням: Кирпонос М. П., Кулик Г. І., Тимошенко С. К., Єременко А. І., Черняховський І. Д., Малиновський Р. Я., Костенко Ф. Я., Москаленко К. С. та інші.
У 1940 році за дорученням уряду УНР в екзилі Тарас Бульба-Боровець сформував на Поліссі збройну формацію, яка мала розпочати боротьбу за незалежність України. Це військо дістало назву Поліська Січ та нараховувало до 10 000 бійців. Саме на основі цієї організації сформувалося озброєне крило Організації українських націоналістів — Українська Повстанська Армія (УПА). Датою створення цього війська прийнято вважати 14 жовтня 1942 року, проте сам процес його формування був досить складним та фактично тривав до 1943–1944 рр. Очолив УПА генерал-хорунжий Роман Шухевич. Після його смерті 5 березня 1950 року (загинув в бою з радянськими каральними частинами) командування повстанцями взяв на себе Василь Кук. Спочатку УПА вела відкриту боротьбу з ворогами, проте з кінця 1940-х перейшла до партизанського підпілля. Останній бій УПА відбувся 14 квітня 1960 року на Тернопільщині.

## Радянський період

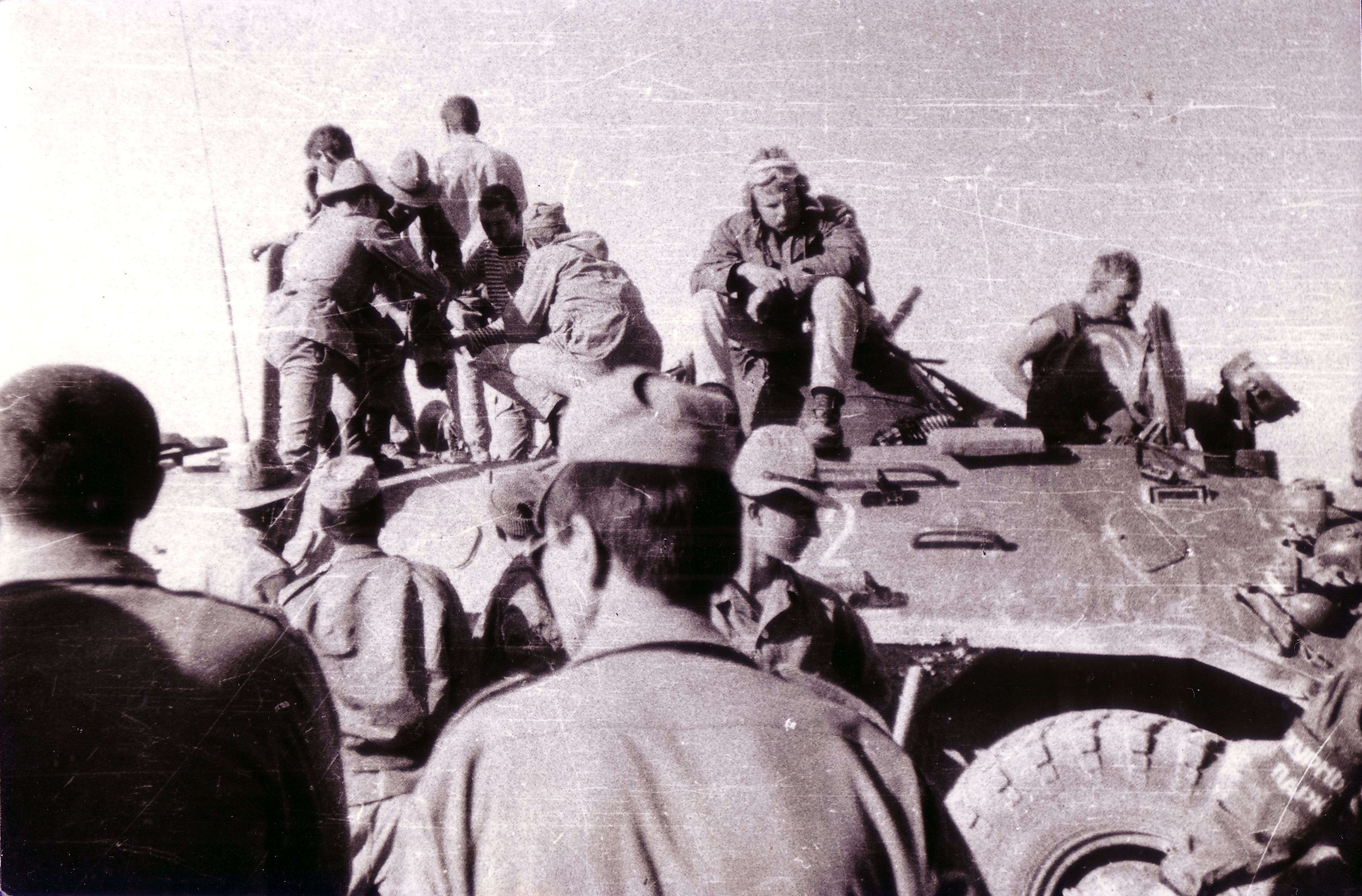
Радянські війська в Афганістані

В 1956 році військові частини, дислоковані на території УРСР, брали участь в операції «Вихор» в Угорщині. Серед інших, радянським військам в Будапешті протистояли колишні члени УПА в еміграції, з яких було створено кілька батальйонів добровольців. Вони обороняли мости через Дунай, більшість із них загинула. У 1968 році з'єднання 38-ї та 13-ї (з 1999 — 13 армійський корпус) армій СРСР, дислокованих на території УРСР, брали участь в операції «Дунай» у Чехословаччині.
Понад 160 тисяч українців воювали в складі обмеженого контингенту радянських військ в Афганістані, з яких 3 360 загинули, в тому числі 80 вважаються зниклими безвісти або тими, що потрапили в полон, понад 8 тисяч осіб були поранені чи контужені, з них 3 560 стали інвалідами.
Окрім цього, багато військових боролися з наслідками аварії на Чорнобильській АЕС, зокрема 12 інженерний полк за видатні заслуги у ліквідації катастрофи був нагороджений вимпелом Міністра оборони СРСР «За військову доблесть».

## Період незалежної України
Після проголошення 24 серпня 1991 року незалежності України, вона успадкувала від СРСР одне з найпотужніших угруповань військ у Європі, оснащене ядерною зброєю та відносно сучасними зразками озброєння та військової техніки.
24 серпня 1991 року Верховна Рада України ухвалила рішення про взяття під свою юрисдикцію усіх розташованих на українських теренах військових формувань Збройних сил колишнього СРСР, та про створення одного з ключових відомств — Міністерства оборони України. Отже, під юрисдикцію України перейшли: 14 мотострілецьких, 4 танкові, 3 артилерійські дивізії та 8 артилерійських бригад (9 293 танки і 11 346 бойових машин), бригада спецпризначення, 9 бригад ППО, 7 полків бойових гелікоптерів, три повітряні армії (близько 1 500 бойових літаків) і окрема армія ППО. Стратегічні ядерні сили, дислоковані на території України, мали 1 272 міжконтинентальних балістичних ракет, а також близько 2 500 одиниць тактичної ядерної зброї. На час проголошення Україною незалежності чисельність військ в Україні нараховувала близько 980 тисяч осіб.
Створення національних Збройних сил характеризувалося одночасним формуванням правової основи діяльності Збройних сил, реорганізацією структур, створенням відповідних систем управління й забезпечення та інших елементів, необхідних для їх функціонування. Крім того, становлення Збройних сил України супроводжувалося значним скороченням військових структур, чисельності особового складу, кількості озброєнь та військової техніки.
В основу процесу створення власного війська були закладені політичні рішення керівництва України стосовно без'ядерного і позаблокового статусу держави. При цьому враховувалися також обмеження, пов'язані з ратифікацією договору «Про звичайні збройні сили в Європі» та виконанням Ташкентської угоди 1992 року, якою встановлювалися не тільки максимальні рівні озброєння для кожної держави колишнього СРСР, а й для так званого «флангового району». В Україні до нього входили Миколаївська, Херсонська, Запорізька області та Автономна Республіка Крим.
У стислі терміни Верховною Радою України був прийнятий пакет законодавчих актів стосовно воєнної сфери: Концепція оборони і будівництва Збройних Сил України, постанова № 1658-XII від 11 жовтня 1991 року «Про Раду оборони України», Закони України «Про оборону України», «Про Збройні Сили України», Воєнна доктрина України тощо. На ті ж роки припадає й реалізація ядерного роззброєння України. Воно є однією із найзначніших історичних подій, оскільки вперше в історії людства держава добровільно відмовилася від володіння ядерною зброєю. На 1 червня 1996 року на території України не залишилося жодного ядерного боєзаряду або боєприпасу.

## Миротворча діяльність

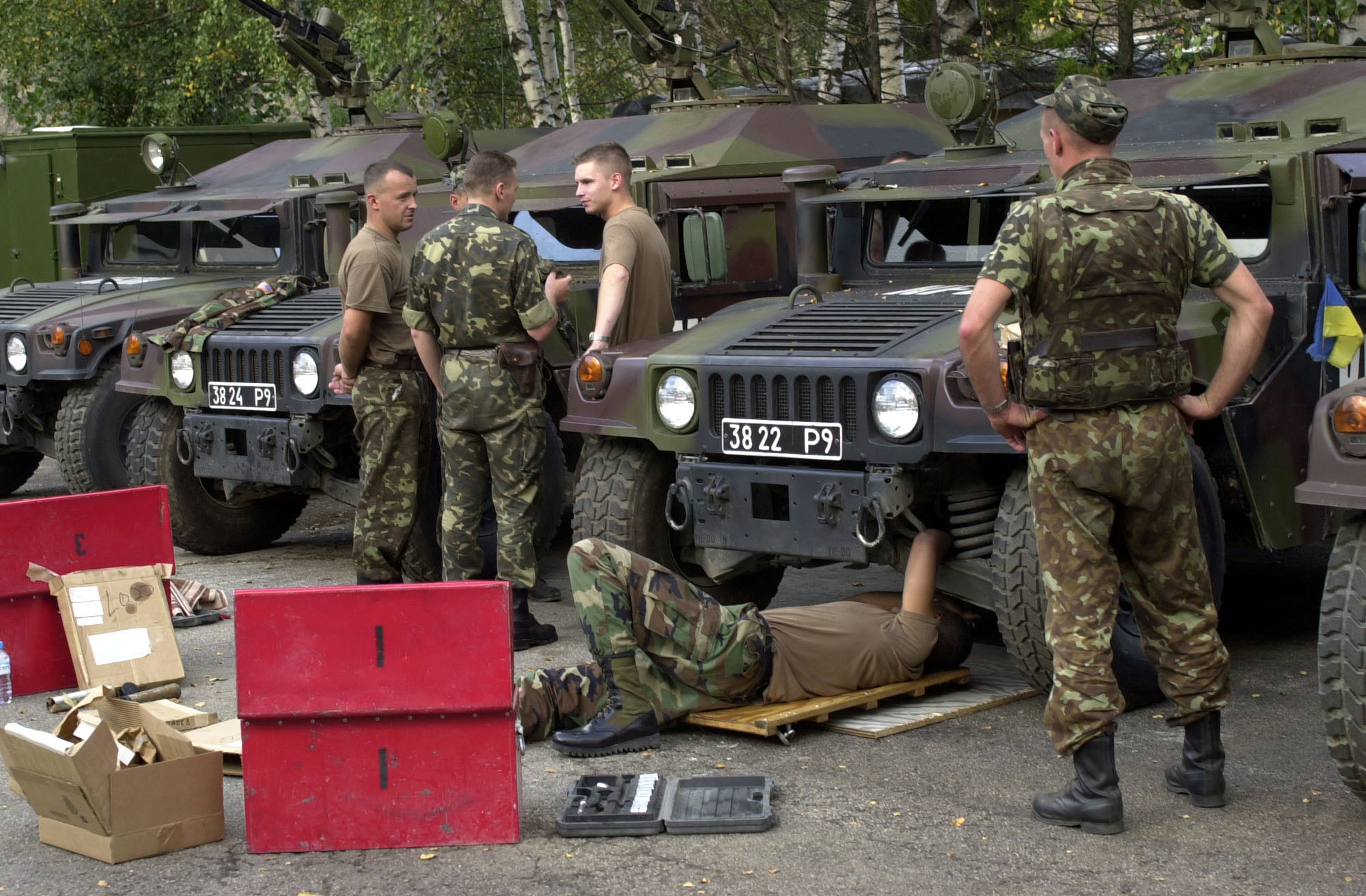
Українські миротворці спеціального батальйону

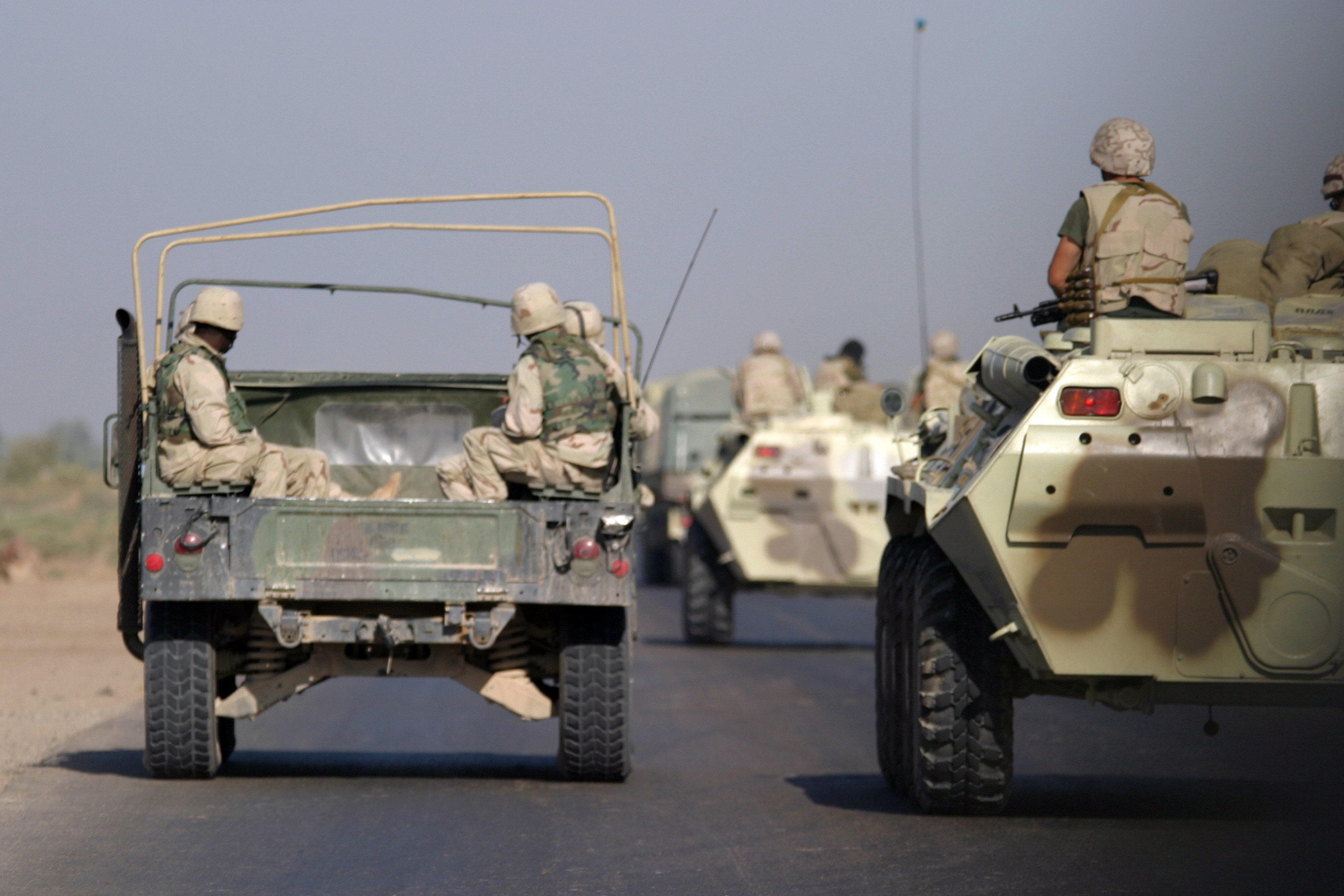
Українські військові спільно з бійцями Корпусу морської піхоти США здійснюють патрулювання під час Війни в Іраку

Участь України у миротворчих операціях розпочалась із затвердженням Верховною Радою України Постанови від 3 липня 1992 року № 2538-XII «Про участь батальйонів Збройних сил України в Миротворчих силах Організації Об'єднаних Націй у зонах конфліктів на території колишньої Югославії».

## Війна на сході України

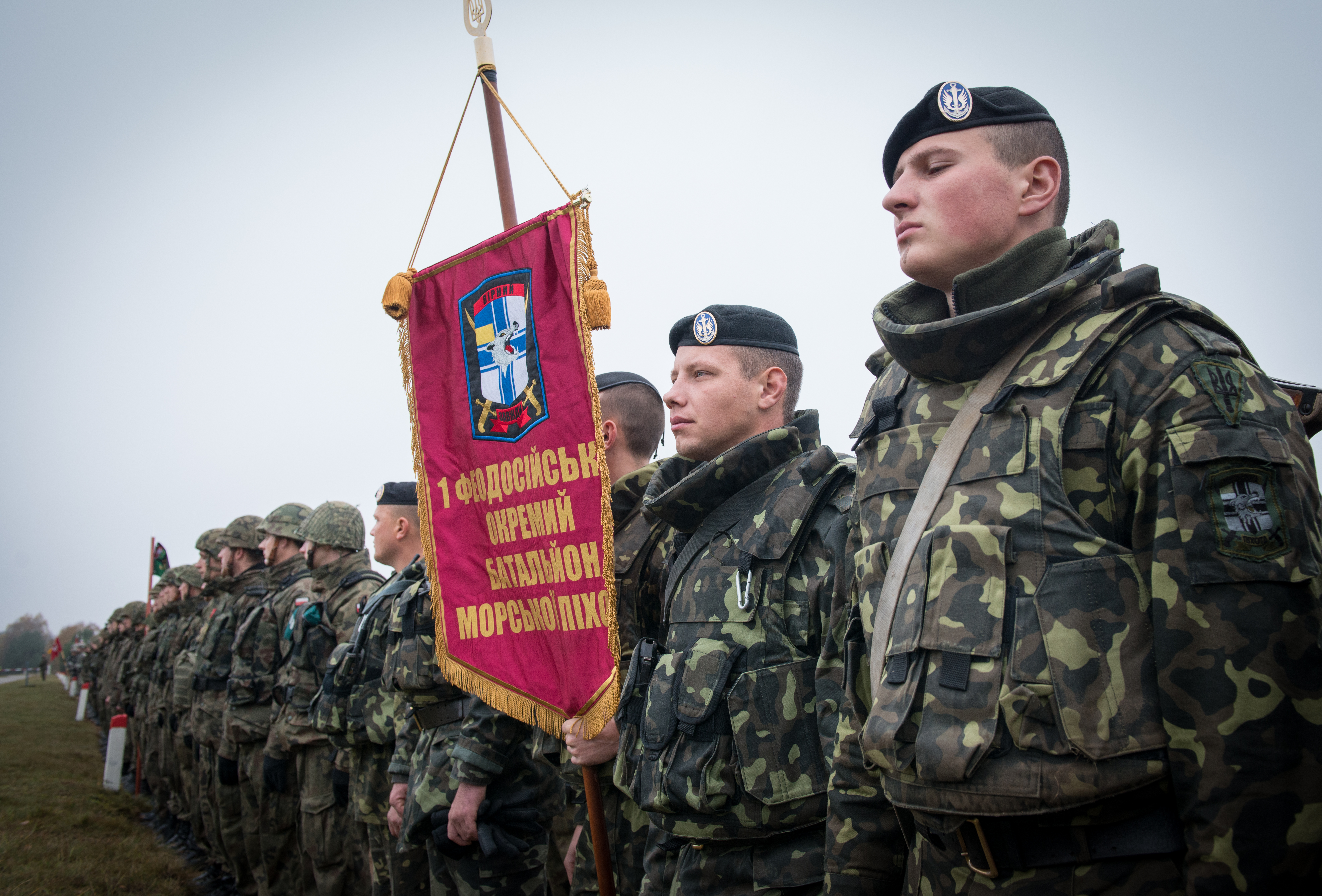
Загін морської піхоти ВМС України брав участь в антитерористичній операції

Після перемоги в Києві Євромайдану в лютому 2014 року, Росія розпочала військову агресію проти української держави. Першим її етапом стала окупація Криму, внаслідок чого було вбито 2 військовослужбовця Збройних сил: Кокуріна Сергія та Карачевського Станіслава, Україна втратила 85% кораблів флоту та 50% українських військових з Криму, що склали присягу окупанту.
Наступним етапом агресії стало захоплення проросійськими активістами адмінбудівель та відділків міліції в містах Донбасу (Слов'янську, Артемівську та Краматорську). У відповідь на це українська влада оголосила про проведення антитерористичної операції, що переросла у повноцінну війну.
Незважаючи на численні докази присутності російських військ на території України, офіційно Росія не визнає факту свого вторгнення в Україну, відтак з українського боку війна розглядається як неоголошена. Ряд українських політиків називають війну на сході України «гібридною війною» Росії проти України.

### Війна в Україні
Війна на всій території країни почалась 24 лютого 2022 року.